# ديفيد أ. هارغريف
ديفيد أ. هارغريف (بالإنجليزية: David A. Hargrave)‏ (25 مايو 1946 - 29 أغسطس 1988)؛ روائي أمريكي.